# 羅伯特維爾湖
50°27′00″N 06°06′49″E / 50.45000°N 6.11361°E

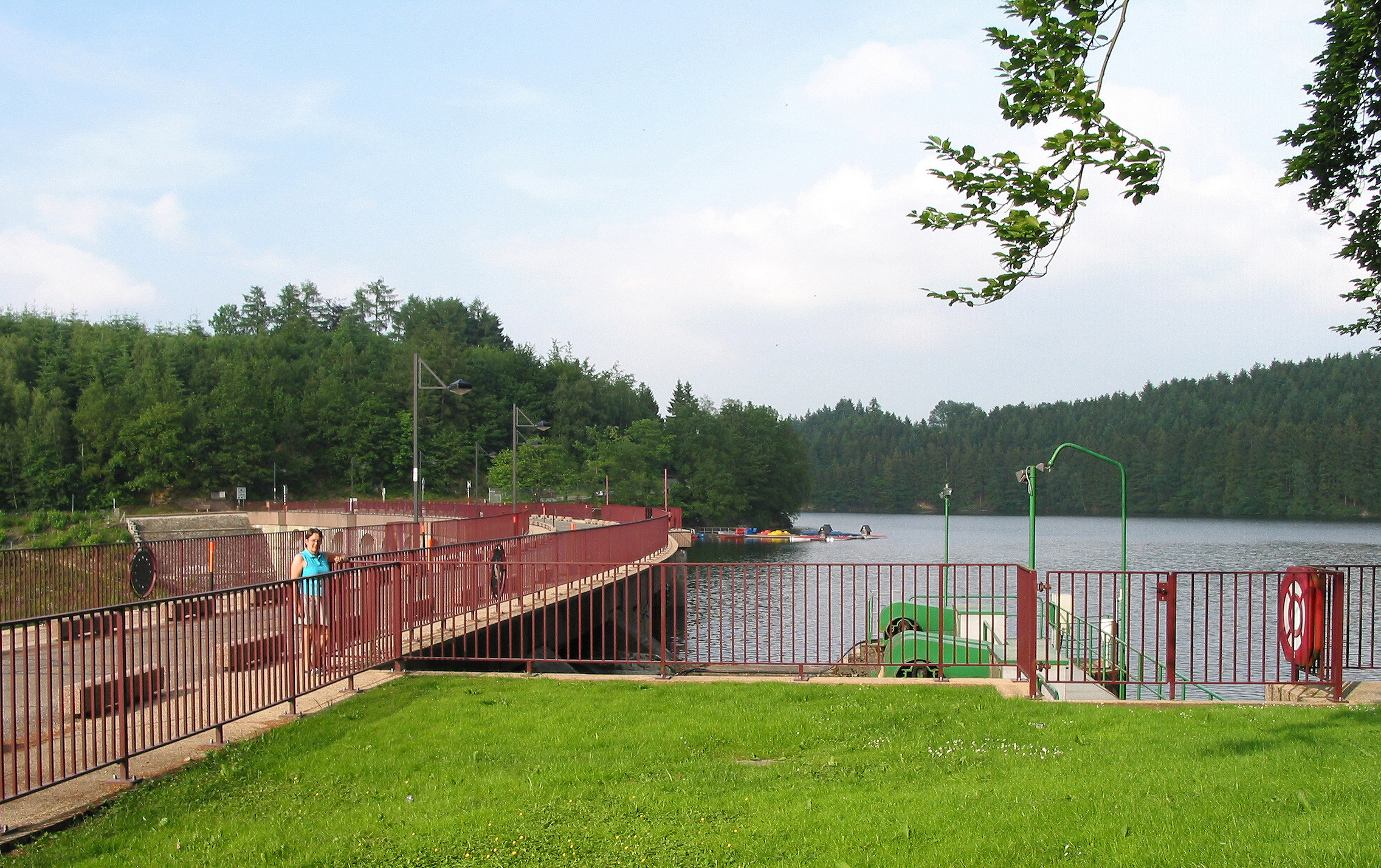

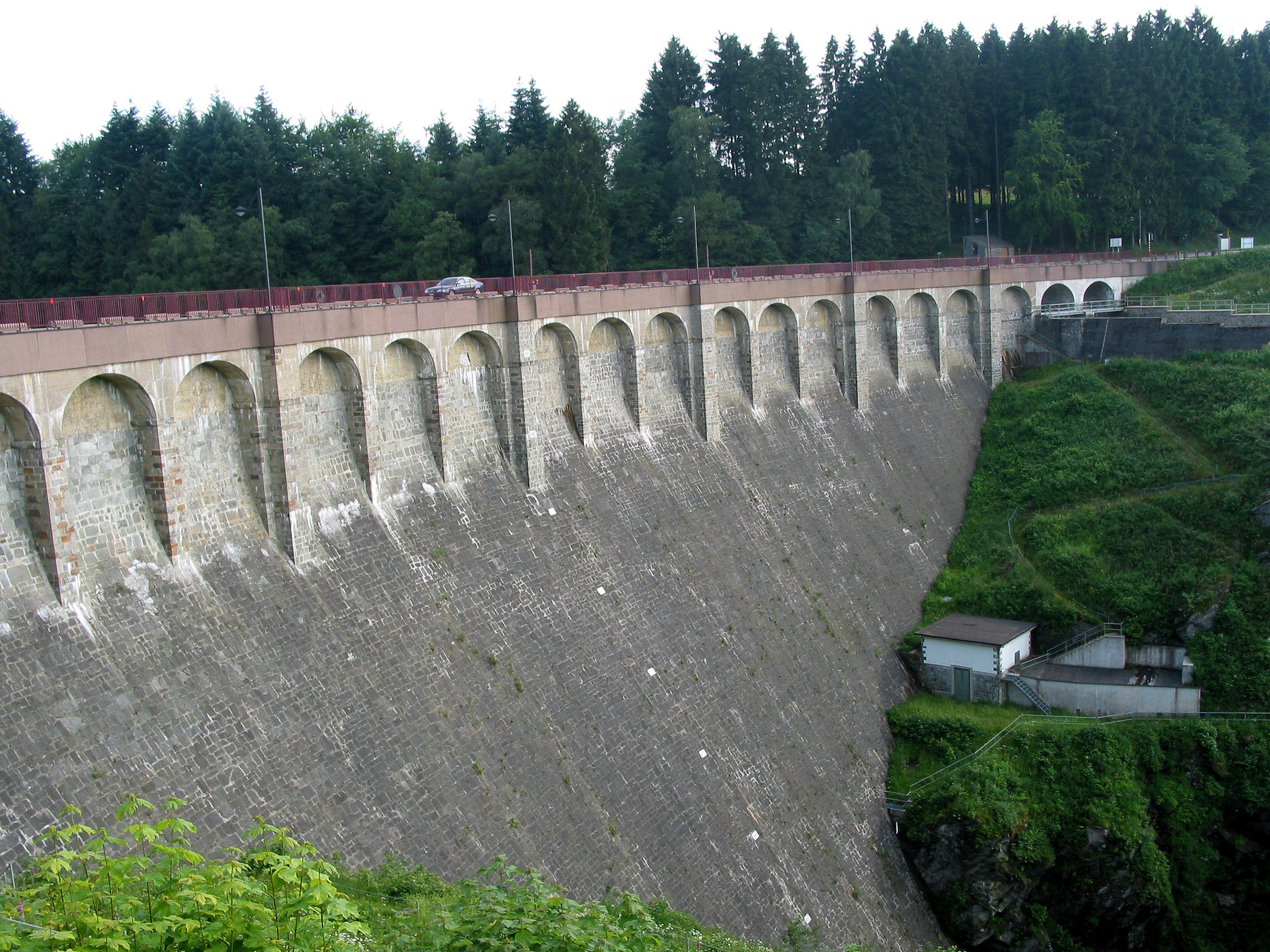

羅伯特維爾湖是比利時的人工湖泊，毗鄰馬爾默迪，始建於1928年，長3公里、寬0.3公里，面積0.62平方公里，海拔高度495米，最大水深55米，蓄水量800萬立方米。